# 12. dragonski polk (Avstro-Ogrska)
Za druge 12. polke glejte 12. polk.
12. dragonski polk je bil konjeniški polk k.u.k. Heera.

## Zgodovina
Polk je bil ustanovljen leta 1798. 

### Prva svetovna vojna
Polkovna narodnostna sestava leta 1914 je bila sledeča: 50% Čehov, 40% Nemcev in 10% drugih.
Naborni okraj polka je bil v Krakovu, pri čemer so bile polkovne enote garnizirane sledeče: Olomouc (štab, I. divizion) in Bzenec (II. divizion).

## Poveljniki polka
- 1879: Hermann Körber[3]
- 1908: Heinrich von Risch[4]
- 1914: Nikolaus Karapancsa von Kraina[5]